# Campionat d'escacs de Bangladesh
El Campionat d'Escacs de Bangladesh és un torneig d'escacs estatal de Bangladesh per determinar el campió del país.

## Quadre d'honor
| Any     | Campió masculí        | Campió femení              |
| ------- | --------------------- | -------------------------- |
| 1974    | Miah Abdus Salek      | No celebrat                |
| 1975    | Mirza Akmal Hossain   | No celebrat                |
| 1976    | Mirza Akmal Hossain   | No celebrat                |
| 1977    | No celebrat           | No celebrat                |
| 1978    | Rezaul Haque          | No celebrat                |
| 1979    | Niaz Murshed          | Rani Hamid                 |
| 1980    | Niaz Murshed          | Rani Hamid                 |
| 1981    | Niaz Murshed          | Rani Hamid                 |
| 1982    | Niaz Murshed          | Rani Hamid                 |
| 1983    | Jamilur Rahman        | Rani Hamid                 |
| 1984    | Younus Hasan          | Rani Hamid                 |
| 1985    | Sayed Ahmed Sohel     | Yesmin Begum               |
| 1986    | Zillur Rahman Champak | Yesmin Begum               |
| 1987    | Zillur Rahman Champak | No celebrat                |
| 1988    | Ziaur Rahman          | Rani Hamid                 |
| 1989    | Rezaul Haque          | Syeda Shabana Parveen Nipa |
| 1990    | Syed Tahmidur Rahman  | Rani Hamid                 |
| 1991    | Reefat Bin-Sattar     | Tanima Parveen             |
| 1992    | Reefat Bin-Sattar     | Rani Hamid                 |
| 1993    | Reefat Bin-Sattar     | Zakia Sultana              |
| 1994    | Ziaur Rahman          | Tanima Parveen             |
| 1995    | Reefat Bin-Sattar     | Syeda Shabana Parveen Nipa |
| 1996    | Ziaur Rahman          | Rani Hamid                 |
| 1997    | Enamul Hossain        | Syeda Shabana Parveen Nipa |
| 1998    | Ziaur Rahman          | Rani Hamid                 |
| 1999    | Ziaur Rahman          | Rani Hamid                 |
| 2000    | Reefat Bin-Sattar     | Nazrana Khan Eva           |
| 2001    | Ziaur Rahman          | Rani Hamid                 |
| 2002    | Ziaur Rahman          | Syeda Shabana Parveen Nipa |
| 2003    | Reefat Bin-Sattar     | Syeda Shabana Parveen Nipa |
| 2004    | Ziaur Rahman          | Rani Hamid                 |
| 2005    | Ziaur Rahman          | Shamima Akter Liza         |
| 2006    | Enamul Hossain        | Rani Hamid                 |
| 2007    | Abdullah Al Rakib     | Rani Hamid                 |
| 2008    | Ziaur Rahman          | Rani Hamid                 |
| 2009    | Ziaur Rahman          | Sharmin Shirin Sultana     |
| 2010    | Minhaz Uddin Ahmed    | Shamima Akter Liza         |
| 2011    | Ziaur Rahman          | Rani Hamid                 |
| 2012    | Niaz Murshed          | Sharmin Shirin Sultana     |
| 2013    | Abdullah Al Rakib     | No celebrat                |
| 2014    | Ziaur Rahman          | Shamima Akter Liza         |
| 2015[1] | Minhaz Uddin Ahmed    | Shamima Akter Liza         |
| 2016    | Enamul Hossain        | Nazrana Khan Eva           |
| 2017    | Enamul Hossain        | Sharmin Shirin Sultana     |
| 2018    | Ziaur Rahman          | Rani Hamid                 |
| 2019    | Niaz Hurshed          | Rani Hamid                 |
| 2021    | Enamul Hossain        | Ferdous Jannatul           |
| 2022    | Enamul Hossain        | Anjun Noshin               |
| 2024    | Manon Reja Neer       | Anjun Noshin               |